# Suzanne Simard
Suzanne Simard (n. 1960) este profesor la Departamentul de Științe ale Pădurilor și Conservării și predă la Universitatea din Columbia Britanică. Și-a luat doctoratul în științe forestiere la Universitatea de Stat din Oregon. Înainte de a începe să predea la Universitatea din Columbia Britanică, Simard a lucrat ca cercetător la Ministerul Pădurilor din Columbia Britanică.
Simard este cunoscută mai ales pentru cercetările pe care le-a efectuat asupra rețelelor subterane ale pădurii caracterizate prin ciuperci și rădăcini. Ea studiază modul în care aceste ciuperci și rădăcini facilitează comunicarea și interacțiunea dintre copacii și plantele unui ecosistem. Comunicarea dintre copaci și plante se are în vedere schimbul de carbon, apă, substanțe nutritive și semnale de apărare între acestea. Simard este, de asemenea, un lider al TerreWEB, o inițiativă menită să pregătească studenții absolvenți și bursierii post-doctorali în știința schimbărilor globale și comunicarea acesteia.
Ea a folosit carbon radioactiv pentru a măsura fluxul și repartizarea carbonului între arbori individuali și specii și a descoperit că mesteacănul și duglasul (pinul de Oregon) se împart cu carbon. Mestecenii primesc carbon suplimentar de la pini atunci când stau fără frunze, si furnizează carbon pinilor care cresc în umbră.

## Arbori-mamă
Simard a identificat așa-numiții arbori centrali sau „copacii-mamă”. Copacii-mamă sunt cei mai mari copaci din pădure care funcționează ca centre ale unor vaste rețele de micorize subterane. Un copac-mamă susține puieții infectându-i cu ciuperci și furnizându-le nutrienții de care au nevoie pentru a crește.
Ea a descoperit că pinii de Oregon oferă carbon pinilor mici. Ea a descoperit că li s-a dat mai mult carbon pinilor care se trăgeau din acel copac-mamă, decât pinilor aleatorii care nu erau înrudiți cu pinul respectiv. De asemenea, s-a descoperit că arborii-mamă își schimbă structura rădăcinilor pentru a face loc copacilor tineri.

## Cooperarea între specii
Simard a descoperit că „pinii foloseau rețeaua fungică pentru a schimba pe parcursul sezonului substanțe nutritive cu mestecenii.” De exemplu, speciile de arbori își pot împrumuta zaharuri, când apar deficite în cursul schimbărilor sezoniere. Acesta este un schimb deosebit de benefic între foioase și conifere, deoarece deficitele lor de energie au loc în perioade diferite. Beneficiul „acestei economii subterane de cooperare pare să fie o sănătate generală mai bună, o fotosinteză mai cuprinzătoare și o rezistență mai mare în fața perturbărilor”.

## Comunicarea publică a științei
Suzanne Simard este un avocat al comunicării științei. La Universitatea din Columbia Britanică a inițiat împreună cu colegele Dr. Julia Dordel și Dr. Maja Krzic Programul de comunicare a științei TerreWEB, care din 2011 pregătește studenții absolvenți pentru a deveni mai buni comunicatori ai cercetării lor. Simard a apărut pe diverse platforme și media non-științifice, cum ar fi scurt-metrajul documentar Do trees communicate, trei discuții TED și filmul documentar Intelligent Trees, unde apare alături pădurarul și autor Peter Wohlleben. Revista New Scientist a intervievat-o pe Simard în 2021. Suzanne Simard a publicat o carte în care își trece în revistă descoperirile despre viața copacilor și pădurilor, împreună cu secvențe autobiografice.

## Cultura populară
Viața și opera lui Simard au servit ca principală inspirație pentru Patricia Westerford, un personaj central în romanul The Overstory al lui Richard Powers, câștigător al Premiului Pulitzer din 2018, în care Westerford promovează ideea controversată că copacii pot comunica între ei și este ridiculizată de colegi de breaslă înainte ca în cele din urmă să se dovedească ca are dreptate.

## Linkuri externe
- Suzanne Simard: Cum vorbesc copacii | TED Talk 22.07.2016 - Video introductiv care explică descoperirile sale
- „Copacii-mamă” folosesc sisteme de comunicații fungice pentru a păstra pădurile Arhivat în 15 ianuarie 2017, la Wayback Machine.
- Trailer oficial „Copaci inteligenți” cu Suzanne Simard și Peter Wohlleben
- Viața socială a pădurilor